# 大阪府道170号枚岡停車場線
大阪府道170号枚岡停車場線（おおさかふどう170ごう ひらおかていしゃじょうせん）は、大阪府東大阪市を通る一般府道である。

## 概要
東大阪市出雲井町から東大阪市東豊浦町に至る。

### 路線データ
- 起点：大阪府東大阪市出雲井町（近鉄奈良線 枚岡駅前）
- 終点：大阪府東大阪市東豊浦町（国道308号交点）
- 総延長：305 m

## 地理

### 通過する自治体
- 東大阪市

### 交差する道路
| 交差する道路                                         | 交差する場所 | 交差する場所 |
| ---------------------------------------------------- | ------------ | ------------ |
| 国道308号 大阪府道・奈良県道702号大阪枚岡奈良線 重複 | 東豊浦町     | 終点         |

### 沿線
- 近鉄奈良線 枚岡駅
- 枚岡神社（河内国一の宮、もと官幣大社）